# Gil Clancy
Gil Clancy, właśc. Gilbert Thomas Clancy (ur. 30 maja 1922, zm. 31 marca 2011) – amerykański trener i menedżer bokserski.
Współpracował z wieloma znanymi bokserami, w tym Muhammadem Alim, Joem Frazierem i George'em Foremanem. Najdłużej, bo dwie dekady, jego podopiecznym był Emile Griffith, który święcił sukcesy w latach 60. XX wieku, zdobywając między innymi mistrzostwo w kategorii półśredniej i średniej.
W 1993 roku został wprowadzony do Międzynarodowej Galerii Sław Boksu.